# Krzysztof Kurek (fizyk)
Krzysztof Kurek (ur. 1956) – polski fizyk teoretyk, profesor doktor habilitowany nauk fizycznych, inżynier, specjalista w zakresie teorii cząstek elementarnych i teorii pola. W latach 2015–2025 dyrektor Narodowego Centrum Badań Jądrowych.

## Życiorys
- W roku 1980 ukończył studia na Politechnice Warszawskiej na Wydziale Fizyki Technicznej i Matematyki Stosowanej w zakresie podstawowych problemów techniki, specjalność Fizyka Techniczna.
- Pracę doktorską pod tytułem Uwzględnienie wpływu mas kwarków w opisie produkcji nowych hadronów przy wysokich energiach w ramach modelu partonów i kwantowej chromodynamiki obronił na Wydziale Fizyki Uniwersytetu Warszawskiego w 1986 roku.
- Za rozprawę Understanding the Nucleon’s Spin Structure. The Direct Gluon Polarisation Measurement at the COMPASS Experiment otrzymał w roku 2012 stopień naukowy doktora habilitowanego[2].
- W roku 2019 został mianowany profesorem.

Jego zainteresowania naukowe obejmują: fizykę cząstek i oddziaływań elementarnych, kwantowe teorie pola, w szczególności chromodynamikę kwantową, budowę nukleonu, a także zastosowanie sieci neuronowych w fizyce wysokich energii.
Pracował przy eksperymentach fizyki wysokich energii prowadzonych z użyciem wiązki mionów w Europejskim Laboratorium Fizyki Cząstek CERN w Genewie: New Muon Collaboration, Spin Muon Collaboration i Common Muon Proton Apparatus for Structure and Spectroscopy (COMPASS). W latach 2013–2015 był członkiem polskiego zespołu w eksperymencie LHCb przy Wielkim Zderzaczu Hadronów w CERN. Jest autorem bądź współautorem ponad 360 publikacji w czasopismach naukowych o zasięgu międzynarodowym. 
Od 25 października 2015 do 4 kwietnia 2025 pełnił funkcję dyrektora Narodowego Centrum Badań Jądrowych. Odwołany z funkcji w związku z nieuzyskaniem przez reaktor MARIA zezwolenia na eksploatację obiektu jądrowego.
Odznaczony Krzyżem Oficerskim Orderu Palm Akademickich (V Republika Francuska) (2018). W 2022 otrzymał Odznakę Honorową za Zasługi dla Energetyki.